# NGC 6609
NGC 6609 ist eine irreguläre Galaxie vom Hubble-Typ Irr im Sternbild Draco am Nordsternhimmel. Sie ist schätzungsweise 373 Millionen Lichtjahre von der Milchstraße entfernt und hat einen Durchmesser von etwa 75.000 Lichtjahren.
Im selben Himmelsareal befinden sich u. a. die Galaxien NGC 6601, NGC 6607, NGC 6608, IC 4708.
Das Objekt wurde am 4. August 1883 vom US-amerikanischen Astronomen Lewis Swift entdeckt.